# Derek Haas

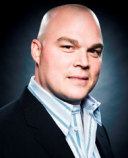
Derek Haas

Derek Haas (* 30. Juni 1970 in Austin, Texas) ist ein US-amerikanischer Buch- und Drehbuchautor.

## Leben
2008 veröffentlichte er den ersten Roman seiner Bücherreihe um den jungen Auftragskiller Columbus, The Silver Bear, der 2009 in deutscher Übersetzung unter dem Namen Killer vom Ullstein Verlag veröffentlicht wurde. Die Fortsetzung Columbus erschien 2009. Derek Haas war außerdem als Drehbuchautor und Koautor zahlreicher Hollywoodfilme tätig. Derek Haas ist Redakteur von popcornfiction, seiner ehemaligen Webseite, auf der er Kurzgeschichten von verschiedenen Autoren veröffentlichte. Eines seiner eigenen Werke, Shake, wurde an Bruckheimer Films verkauft. Inzwischen betreibt er das Portal als Twitter-Account @popcornfiction in Zusammenarbeit mit dem Verlagshaus Mulholland Books.
Haas ist an der Entwicklung der Serien Chicago Fire und Chicago P.D. beteiligt und verfasst für diese eigene Drehbücher. Auch bei den Spin-Offs Chicago Med und Chicago Justice wird er in den Credits als Creator und Executive Producer gelistet. Zudem ist er Executive Producer der Fernsehserie FBI, die wie das Chicago-Franchise von Dick Wolfs Firma Wolf Films produziert wird.
Derek Haas lebt in Los Angeles.

## Werke

### Romane
- The Silver Bear. deutsch Killer, Übers. Marlies Ruß, Ullstein Verlag 2009.
- Columbus. aka Hunt for the Bear. deutsch Bluthund, Übers. Peter Friedrich, Ullstein 2011.
- Dark Men. 2011

### Kurzgeschichten
- Shake. 2009.

## Filmografie
- 2001: Invincible – Die Liga der Unbesiegbaren (Invincible)
- 2001: 2 Fast 2 Furious
- 2004: Mission: Possible – Diese Kids sind nicht zu fassen! (Catch That Kid)
- 2007: Todeszug nach Yuma (3:10 to Yuma)
- 2008: Wanted
- 2011: The Double – Eiskaltes Duell (The Double)
- seit 2012: Chicago Fire (Fernsehserie)
- seit 2014: Chicago P.D. (Fernsehserie)
- 2017: Overdrive